# اللغة السواحلية
السواحلية كما تُعرف باسم اللسان السواحلي هي لغة بانتو تنتشر على سواحل شرق أفريقيا، وهي لغة رسمية لكينيا وتنزانيا (بحكم الأمر الواقع) وأوغندا وإحدى اللغات الوطنية في جمهورية الكونغو الديمقراطية، كما أنها اللغة الأم للشعب سواحيلي، وهي لغة تواصل مشترك في منطقة البحيرات العظمى الأفريقية وأجزاء أخرى من شرق وجنوب شرقي أفريقيا وتتضمن تنزانيا وكينيا وأوغندا ورواندا وبوروندي وموزمبيق وجمهورية الكونغو الديمقراطية. أحيانًا ما تُصنف اللغة القمرية وهي اللغة الرسمية في جزر القمر على أنها لهجة من لهجات السواحلية رغم اعتبارها لغة مستقلة بحد ذاتها من قبل بعض المصادر. وللغة القمرية روابط قرابة باللغة السواحلية.
تتفاوت تقديرات العدد الكلي لمتحدثي السواحلية تفاوتًا كبيرًا فتتراوح من 50 مليون لتصل إلى 100 مليون نسمة. وهي من بين اللغات المعتمدة من قبل الاتحاد الأفريقي، كما تعدها مجموعة شرق أفريقيا لغة تواصل مشترك بصفةٍ رسمية.
تستمد اللغة السواحلية كثيرًا من مفرداتها من اللغتين العربية والسنسكريتية وذلك نتيجة الاحتكاك مع السكان المتحدثين للعربية والتجار الهنود على سواحل جنوب شرقي أفريقيا. كما توجد فيها كلمات من البرتغالية تكتب بالحروف اللاتينية الآن، لكنها كانت تكتب بالحروف العربية من قبل.

## كتابة

### عربية

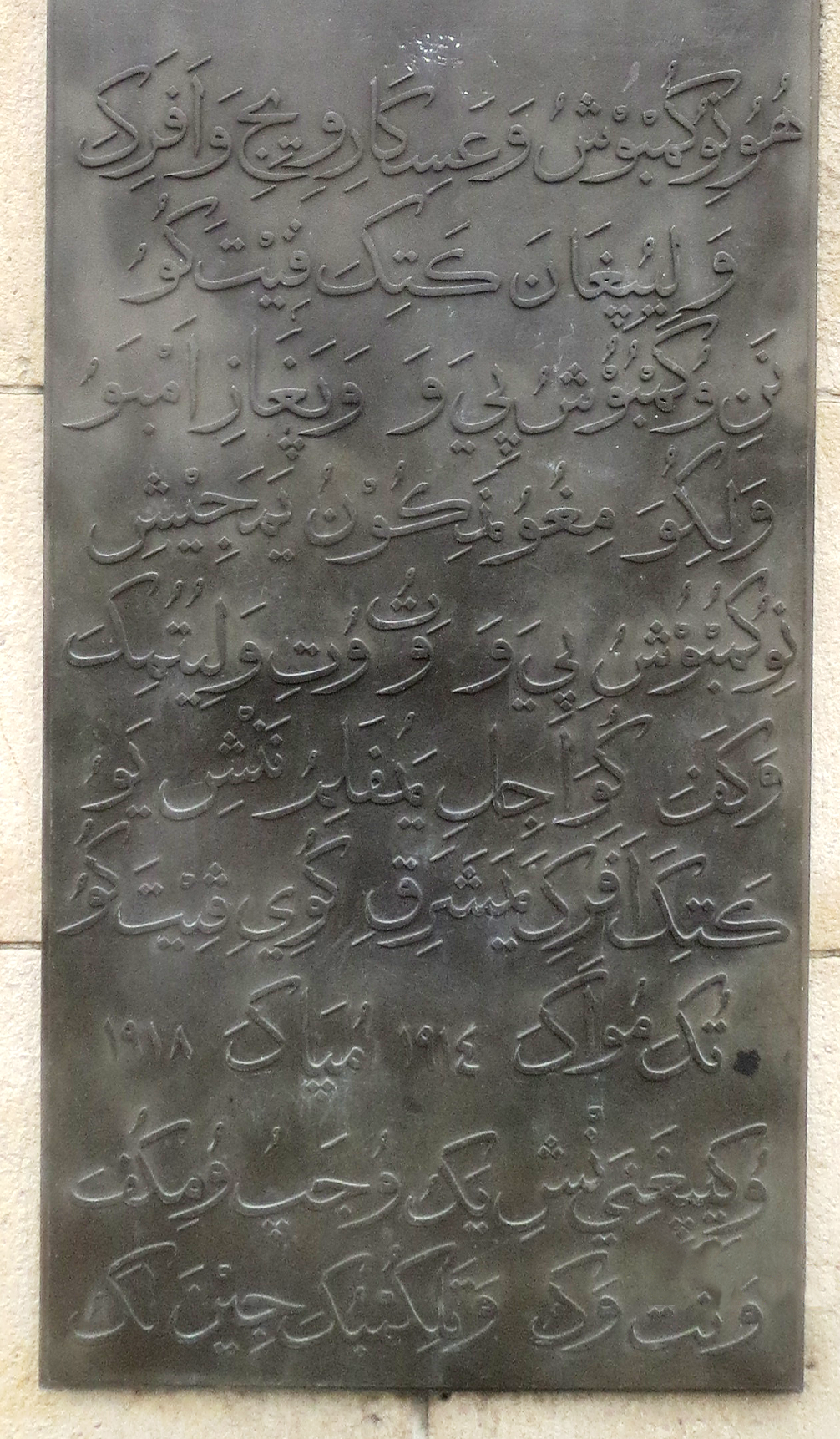
السواحلية بالكتابة العربية، لوحة تذكارية من نصب العسكري، دار السلام (1927).

كانت النصوص السواحلية المرسومة بالخط العربي تشابه في طريقة كتابتها نصوص اللغة العربية؛ ونصوص القرآن على الخصوص. إذ أن بعض الكتبة كانوا يسعون إلى مقاربة الأسلوب العربي في التلفظ بعض الكلمات، ومن أمثال ذلك قلب السين صادا وإبدال الكاف قافا. ويرجع علاقة اللغة السواحلية بالعربية إلى علاقة العمانيين في شرق أفريقيا وعلى الأخص منطقة زنجبار وتنزانيا. حيث وقعت تحت السيادة المباشرة لسلطنة عُمان منذ عهد اليعاربة أواسط القرن السابع عشر.

### رومية
| حرف                                  | أص‌د  | نطق                                                         |
| ------------------------------------ | ---- | ----------------------------------------------------------- |
| a                                    | ‎/ɑ/‏  | ـَ                                                           |
| b                                    | ‎/ɓ/‏  | كحرف b في لغة زولو وحرف ٻ في السندي والهوس                  |
| c                                    | -    | في ch فقط                                                   |
| d                                    | ‎/ɗ/‏  | كحرف ڏ في السندي                                            |
| e                                    | ‎/ɛ/‏  | فتحة مشوبة بشيء من الكسر                                    |
| f                                    | ‎/f/‏  | ف                                                           |
| g                                    | ‎/ɠ/‏  | كحرف ڳ السندي                                               |
| h                                    | ‎/h/‏  | ه                                                           |
| i                                    | ‎/i/‏  | ـِ                                                           |
| j                                    | ‎/ʄ/‏  | كحرف ڄ السندي                                               |
| k                                    | ‎/k/‏  | ك                                                           |
| l                                    | ‎/l/‏  | ل                                                           |
| m                                    | ‎/m/‏  | م                                                           |
| n                                    | ‎/n/‏  | ن                                                           |
| o                                    | ‎/ɔ/‏  | فتحة مشوبة بشيء من الضم                                     |
| p                                    | ‎/p/‏  | پ                                                           |
| r                                    | ‎/r/‏  | ينطقونها ‎/ɺ/‏؛ كنطق الراء بضم الشفتين ومس الحنك بذلق اللسان. |
| s                                    | ‎/s/‏  | س                                                           |
| t                                    | ‎/t/‏  | ت                                                           |
| u                                    | ‎/u/‏  | ـُ                                                           |
| v                                    | ‎/v/‏  | ڤ                                                           |
| w                                    | ‎/w/‏  | و متحركة                                                    |
| y                                    | ‎/j/‏  | ي متحركة                                                    |
| z                                    | ‎/z/‏  | ز                                                           |
| حرفان                                | أص‌د  | نطق                                                         |
| ch                                   | ‎/t͡ʃ/‏ | چ                                                           |
| dh*[›]                               | ‎/ð/‏  | ذ                                                           |
| gh*[›]                               | ‎/ɣ/‏  | غ عجمية                                                     |
| kh*[›]                               | ‎/x/‏  | خ عجمية                                                     |
| ng                                   | ‎/ŋ͡ɡ/‏ | ڭگ                                                          |
| ng’                                  | ‎/ŋ/‏  | ڭ                                                           |
| ny                                   | ‎/ɲ/‏  | كحرف ڃ السندي؛ والنون ñ المندنكوية                          |
| sh                                   | ‎/ʃ/‏  | ش                                                           |
| th*[›]                               | ‎/θ/‏  | ث                                                           |
| ^ *: فقط في الكلمات ذات الأصل العربي |      |                                                             |

## كلمات ذات أصل عربي
كِتابو بمعنى كتاب
سُكاري بمعنى سكر
كَلامو بمعنى قلم
ألفو بمعنى الرقم 1000
سيتا بمعنى ستة

## وصلات خارجية
- الموسوعة العربية، المظاهر الحضارية في إفريقية
- (بالإنجليزية) مشروع قاموسي